# 傑森·布倫
傑森·費魯斯·布倫（英語：Jason Ferus Blum，1969年2月20日—），美國男製片人。為布倫屋製片公司的創始人和首席執行長，該公司製作的2014年電視電影《平常心》獲得了黃金時段艾美獎最佳電視電影，而製作的2014年電影《進擊的鼓手》則獲得了奧斯卡最佳影片獎的提名。

## 作品列表

### 電影
- 1995：瘋狂二十年華（合夥）
- 2000：哈姆雷特（執行製片人）
- 2002：拇指仙童（執行製片人）
- 2004：熾烈心靈
- 2006：攜手末路
- 2006：豬頭滿天下
- 2006：畢業風雲（執行製片人）
- 2007：靈動：鬼影實錄
- 2008：我的意外老公
- 2008：為愛朗讀（聯合執行製片人）
- 2010：牙仙大帝
- 2010：陰兒房
- 2010：鬼入鏡
- 2011：鬼入鏡3
- 2012：凶兆
- 2012：野蠻正義（執行製片人）
- 2012：塞拉的領主
- 2012：恐怖海灣
- 2012：鬼入鏡4
- 2013：黑暗天際
- 2013：國定殺戮日
- 2013：鬼遮眼（執行製片人）
- 2013：食人煉獄（執行製片人）
- 2013：陰兒房第2章：陰魂守舍
- 2013：浪蕩性世代
- 2014：鬼入鏡：詛咒
- 2014：進擊的鼓手
- 2014：13宗罪（執行製片人）
- 2014：林中怪人
- 2014：危險工作
- 2014：國定殺戮日：無法無天
- 2014：殺出魔鬼鎮
- 2014：母難日
- 2014：碟仙
- 2014：急速獵殺
- 2014：51區
- 2015：隔壁的男孩殺過來
- 2015：永夜魔女
- 2015：弒訊（執行製片人）
- 2015：陰兒房第3章：從靈開始
- 2015：絞刑台
- 2015：非禮勿弒
- 2015：凶兆2：双瘋
- 2015：探訪
- 2015：芙蓉仙子
- 2015：鬼入鏡5：鬼次元
- 2016：暴力莊園
- 2016：黑暗來臨
- 2016：國定殺戮日：大選之年
- 2016：碟仙：惡靈始源
- 2016：病毒
- 2016：貝爾科實驗（執行製片人）
- 2016：分裂
- 2016：卡內陰
- 2016：魔術技法（執行製片人）
- 2017：逃出絕命鎮
- 2017：陰宅2
- 2017：忌日快樂
- 2017：史蒂芬妮
- 2018：陰兒房第4章：鎖命亡靈
- 2018：神探狗笨吉
- 2018：人類升級
- 2018：真心話大冒險
- 2018：黑色黨徒
- 2018：弒訊2：暗網
- 2018：殺戮元年
- 2018：月光光新慌慌
- 2019：祝你忌日快樂
- 2019：我們
- 2019：恐怖大媽
- 2019：別放手（英语：Don't Let Go (2019 film)）
- 2019：絞刑台2（英语：The Gallows Act II）
- 2019：黑色聖誕節
- 2019：准许高速公路
- 2020：逃出夢幻島
- 2020：隱形人
- 2020：惡獵遊戲
- 2020：不能見光的愛（執行製片人）
- 2020：Pray Away（執行製片人）
- 2020：你本應離開（英语：You Should Have Left）
- 2020：黑盒子（英语：Black Box (2020 film)）（執行製片人）
- 2020：宿命協奏曲（執行製片人）
- 2020：邪惡之眼（英语：Evil Eye (2020 film)）（執行製片人）
- 2020：換人殺砍砍
- 2020：入魔（英语：The Craft: Legacy）
- 2021：修飾（英语：Groomed (film)）
- 2021：無限殺戮日
- 2021：史坦頓島往事
- 2021：月光光新慌慌：萬聖殺
- 2021：鬼入鏡：血親
- 2022：燃火的女孩
- 2022：哈里根先生的手机
- 2022：月光光新慌慌：萬聖結
- 2023：窒友梅根
- 2023：大法師：信徒
- 2023：佛萊迪餐館之五夜驚魂
- 2024：暗泳
- 2024：伏慄熊
- 2024：致命AI
- 2024：邪惡勿語
- 2025：狼人
- 2025：院子里的女人（英语：The Woman in the Yard）
- 2025：無線殺機
- 2025：人工殺姬2.0
- 2025：火燒天堂鎮
- 2025：闇黑電話2
- 2025：佛萊迪餐館之五夜驚魂2

### 電視
- 2002：瘋狂的盲目（電視電影，執行製片人）
- 2009：Washingtonienne（電視試播集）
- 2012：河流（8集）
- 2013：迷失太空（6集）
- 2014：平常心（電視電影，執行製片人）
- 2014：升天號（電視短劇，執行製片人）
- 2015：甜心陷阱（10集，執行製片人）
- 2015：紐約災星（電視短劇，執行製片人）
- 2016：致命12天（電視短劇，執行製片人）
- 2018：Tremors（電視電影，執行製片人）
- 2018：利器（電視短劇）
- 2018：食屍鬼獄（電視短劇）
- 2018：黑暗詩選（執行製片人）
- 2018-2019：國定殺戮日（執行製片人）
- 2020：上帝之鳥（執行製片人）

## 外部連結
- Blumhouse Productions
- Jason Blum在互联网电影资料库（IMDb）上的資料（英文）
- Interview with Blum （页面存档备份，存于） （2013）